# Konstantin I. Gruzijski
Konstantin I. Gruzijski (gruz. კონსტანტინე I; umro 1412.), bio je kralj Gruzije od 1405. (1407. ?) do svoje smrti 1412. godine. On je zajednički predak svim preživjelim granama dinastije Bagration
Konstantin je bio najstariji sin kralja Bagrata V. i njegove žene Ane Velike, kćerke Aleksija III. i Teodore Kantakouzene. Godine 1400. poslan je kao veleposlanik mongolskog vojskovođe Timura Lenka, koji je vodio neumoljivi rat protiv Gruzijaca. Uzaludno je pokušavao nagovoriti svog polu-brata Đuru VII., kralja Gruzije, da sklopi mir s Timurom. Konstantin se, 1402., zajedno s mešketskim princem, pokorio Timuru, ali nije sudjelovao u ratovima protiv Gruzije. Nakon smrti Đure VII. pokrenuo je program obnove svega što je uništeno u Timurovim pohodima. Godine 1411., udružio se sa širvanšahom Ibrahimom I. i vladarom Šekija Sidi Ahmedom, kako bi spriječio napredovanje Kara Koyunlua na Kavkaz. U odlučujućoj bitci kod Čalagana, saveznici su poraženi, a Konstantin, te njegov polubrat David i širvanšah Ibrahim, odvedeni su u zarobljeništvo. U zatočeništvu se ponašao bahato, pa je Kara Jusuf, turkomanski princ, naredio da ga se pogubi, skupa s Davidom i 300 gruzijskih plemića. Kara Jusuf ga je ubio vlastitom rukom.

## Obitelj
Konstantin je bio oženjen Kutsnom Amirejibi i snjom imao tri sina:
- Aleksandra I.,
- Đuru i
- Bagrata